# Тититль

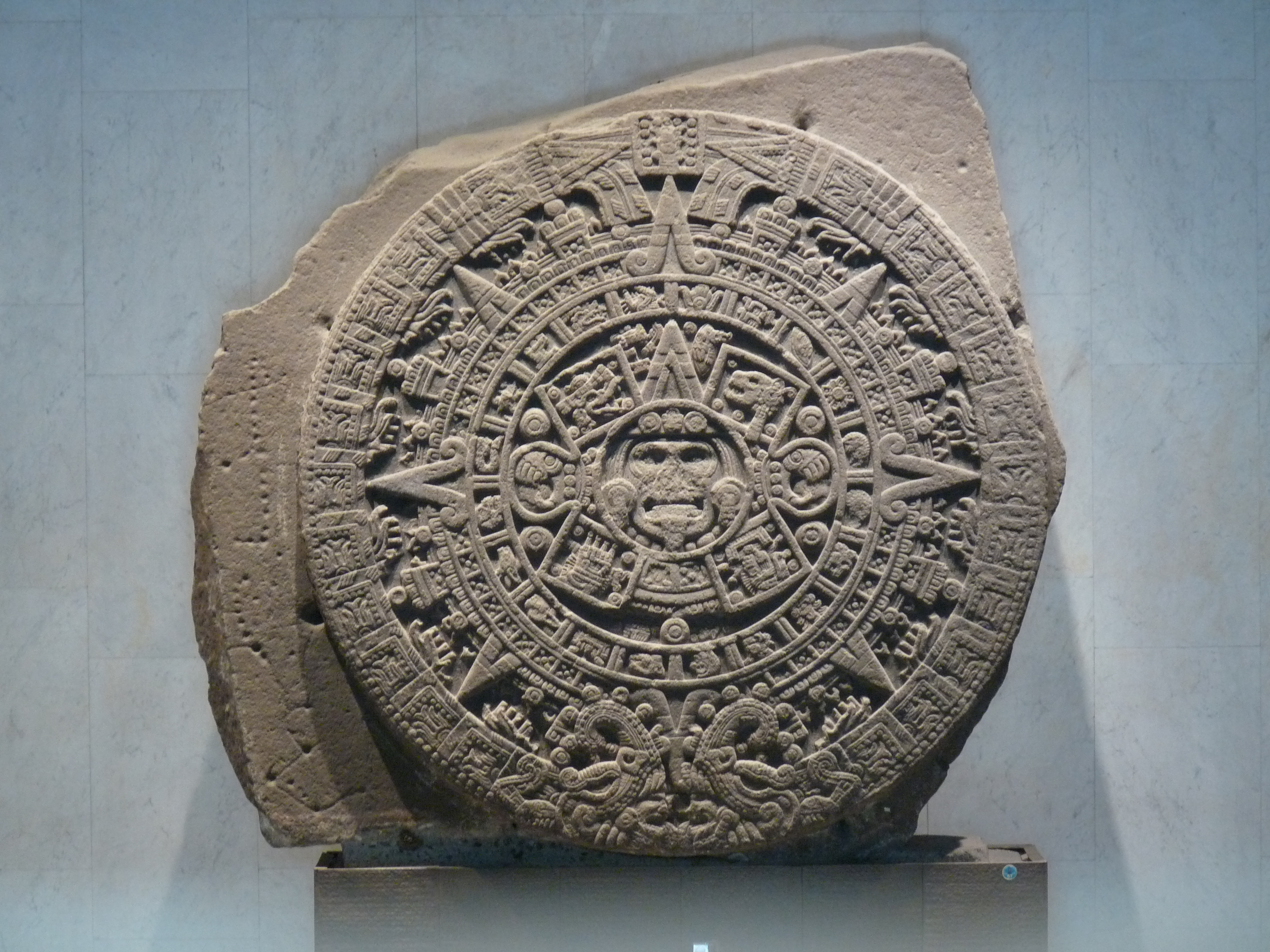
Монолит Камня Солнца, также называемый Календарём ацтеков (Национальный музей антропологии и истории, Мехико)

Тититль (аст. Tititl, в переводе: «Вытягивание») — семнадцатый двадцатидневный месяц («вейнтена») ацтекского календаря шиупоуалли, длившийся примерно с 30 декабря по 18 января. Также название праздника, посвящённого богине Иламатекутли и богу Якатекутли, каждый год проводившегося в этом месяце.

## Календарь
Календарь ацтеков состоял из двух циклов: шиупоуалли (аст. xiuhpohualli, что значит «счёт лет», соответствует хаабу у майя) и ритуального 260-дневного тональпоуалли (аст. tonalpohualli, что значит «счёт дней» или «счёт судеб», соответствует цолькину у майя). Шиупоуалли и тональпоуалли совпадали каждые 52 года, образуя так называемый «век», называвшийся «Новым Огнём». Ацтеки верили, что в конце каждого такого 52-летнего цикла миру угрожает опасность быть уничтоженным, поэтому начало нового ознаменовывалось особыми торжествами. Сто «веков», в свою очередь, составляли 5200-летнюю эру, называвшуюся «Солнцем».
365-дневный шиупоуалли состоял из 18 двадцатидневных «месяцев» (или veintenas) плюс дополнительные 5 дней в конце года. В некоторых описаниях календаря ацтеков говорится, что он также включал високосный год, который позволял календарному циклу оставаться в соответствии с одними и теми же аграрными циклами из года в год. Однако в других описаниях говорится, что високосный год был неизвестен ацтекам, и что соотношение месяцев и астрономического года со временем менялось.

## Праздник

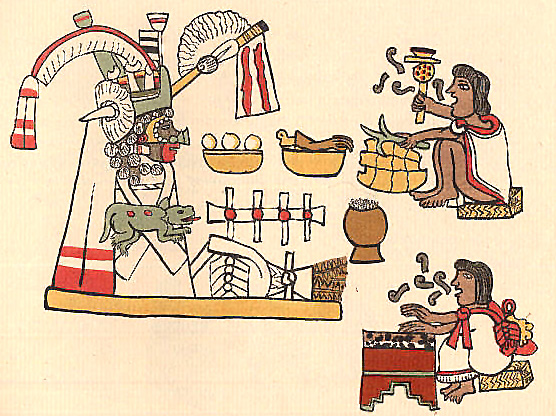
Праздник Тититль, рисунок из кодекса Мальябеки

Иламатекутли была старой владычицей Земли, покровительницей кукурузы и пшеницы, а также женским аспектом бога Шиутекутли. Она родила своему мужу Мишкоатлю семерых детей, которые основали семь городов, в которых поселились самые первые ацтеки. Местом обитания Иламатекутли была тёмная пещера, местонахождение которой никто не знал. Иламатекутли была главным божеством, почитаемым в Тититль.
Главный жрец одевался как Иламатекутли, а несколько других жрецов одевались по подобию других божеств. Женщина-ишиптлатли (персонификация) Иламатекутли во время церемонии пела и танцевала, после чего её приносили в жертву. После умерщвления ей отрезали голову, и главный жрец танцевал, держа её голову за волосы и демонстрируя её собравшимся. Во время празднеств почести также воздавались богине-матери Тонанцин и умершим предкам. Умершего изображала фигура, посаженная на стопки сложенной бумаги. Ей в нос вставляли кусочек синей бумаги, который называли якашиуитль — украшение для носа из бирюзы (yacaxiuitl, от yaca, нос, и xiuitl, бирюза или вообще камень сине-зелёного цвета). Деревянную маску, изображавшую лицо, набивали белыми куриными перьями, «и вставляли прут вроде султана с навешанными бумажками, которые называют аматль, и на голову вроде головного убора клали траву, которую называют мали-мали, а из-за затылка у него выходил ещё один султан, который называют пантололе, он был из бумаги». Кроме того, фигуре давали «зверька, которого звали хилотль», украшение кускатль из раскрашенной бумаги, «посох, обмотанный бумагой на манер крестов», какао и еду. Перед фигурой садились два или три индейца, пели и били в барабаны уэуэтль, «и так делали каждый год четыре года подряд после смерти покойного, и не больше».
В Тититль торговцы устраивали отдельные торжества. Они приносили в жертву богу-покровителю торговли Якатекутли рабов во время обрядов инициации новых членов торговой гильдии, которые проводились в течение этого месяца.